# Црква Светог апостола Томе у Конатици
Црква Светог апостола Томе у Конатици, насељеном месту на територији Градске општине Обреновац, подигнута је 1868. године и припада Епархији шумадијској Српске православне цркве.